# Арданго
Арданго (фр. Ardengost) насеље је и општина у јужној Француској у региону Миди Пирене, у департману Горњи Пиринеји која припада префектури Бањер де Бигор.
По подацима из 2011. године у општини је живело 14 становника, а густина насељености је износила 2,41 становника/km². Општина се простире на површини од 5,82 km². Налази се на средњој надморској висини од 1060 метара (максималној 1.927 m, а минималној 715 m).

## Демографија
| 1962. | 1968. | 1975. | 1982. | 1990. | 1999. | 2011. |
| ----- | ----- | ----- | ----- | ----- | ----- | ----- |
| 16    | 23    | 19    | 19    | 11    | 16    | 14    |

График промене броја становника у току последњих година